# Ausiàs March (pel·lícula)
Ausiàs March és una pel·lícula valenciana produïda el 2003 i estrenada en l'emissora de televisió Canal Nou de Radiotelevisió Valenciana el 2004. Va ser el primer llargmetratge dirigit per Daniel Múgica. Els protagonistes d'aquest drama històric inspirat en la vida del poeta són Miguel Hermoso, Eusebio Poncela, Cristina Plazas, Micky Molina i Daniel Guzmán. L'empresa productora va ser Dexiderius Producciones Audiovisuales.
Fou estrenada per Canal Nou en castellà, fet que provocà nombroses crítiques.